# Scleria pernambucana
Scleria pernambucana là loài thực vật có hoa trong họ Cói. Loài này được Luceño & M.Alves miêu tả khoa học đầu tiên năm 1997.